# Gneo Tremelio
Gneo Tremel(l)io (in latino: Gnaeus Tremel(l)ius; 25 a.C. circa – dopo il 21) è stato un magistrato e senatore romano, console dell'Impero romano.

## Biografia
Gneo apparteneva alla gens Tremelia o Tremellia, che già aveva prodotto membri importanti durante la Repubblica, giunti però solo fino alla pretura. In particolare, è stato ipotizzato che Gneo fosse discendente del Gneo Tremelio Scrofa amico di Varrone e di Cicerone.
Della carriera di Gneo non è noto quasi nulla. Pretore urbano nel 17, Gneo arrivò in poco tempo al consolato, che egli ricoprì al fianco del nobile Mamerco Emilio Scauro come suffetto nel 21, sostituendo l'illustre coppia di ordinari composta dal princeps Tiberio, console per la quarta volta, e dal suo figlio ed erede Druso minore, console per la seconda volta: il mandato consolare di Gneo non è certo, ma lui è attestato come console il 30 maggio e ancora il 10 luglio di quell'anno, e con ogni probabilità furono sostituiti da un'altra coppia di suffetti, anche se non si sa quando né da chi.
Dopo il suo consolato, Gneo scompare dalla storia.